# Salli (Arménie)
Salli (en arménien Սալլի) est une communauté rurale du marz de Vayots Dzor, en Arménie. Elle compte 247 habitants en 2008.